# CKD
Conjuntos Completamente Desmontados (em inglês: Completely Knock-Down ou Complete Knock-Down, sigla CKD) são conjuntos (kits) das partes completamente não montadas de um produto. É também um método de fornecimento de peças para um mercado, particularmente no transporte para nações estrangeiras, e serve como uma forma de contagem ou determinação de preços.
Tecnicamente, os termos "knock-down", "kit incompletamente desmontado" e "kits de peças" são todos nomes errados, porque os knock-downs nunca foram construídos em primeiro lugar, e os embarques de peças são muitas vezes não na forma de kits, mas sim embalados em volume por tipo de peça em contêineres de transporte. O grau de "derrubada" depende dos desejos e habilidades técnicas da organização receptora, ou dos regulamentos de importação do governo. As nações em desenvolvimento podem buscar políticas comerciais e econômicas que requeiram substituição de importações ou regulamentos de conteúdo local. Empresas com operações de CKD ajudam o país a substituir os produtos acabados que importa com substitutos montados localmente.

## Função
Os kits visam o ganho de escala das empresas, uma vez que são produzidos maior número de peças neste mesmo centro de produção; obtenção de benefícios fiscais, principalmente na importação, uma vez que os veículos são montados no país de destino, gerando empregos, ao contrário dos veículos importados já montados; menores custos na montadora de destino, já que são necessários pequenos investimentos para desenvolvimento de fornecedores locais.

## Produção
As montadoras receptoras de CKD tem escala menor do que as das montadoras de origem, normalmente são feitas com poucos investimentos em robótica, e com utilização de maior número de operadores. Geralmente são aplicadas em países em desenvolvimento, onde a mão-de-obra é mais barata e acessível. O Brasil, é um centro de exportação de CKD para diversos países em desenvolvimento.

## Versões
O SKD, do inglês Semi Knock-Down, é uma versão do CKD, onde várias partes são pré-montadas em sub-conjuntos pelo centro de produção, anteriormente ao envio à montadora de destino, exigindo ainda menos investimentos nesta. Exemplos deste caso podem ser uma carroceria, que ao invés de ser montada no destino, ela pode ser exportada pela origem já montada, ou até mesmo já pintada; um motor ou conjunto de eixo já montados na origem, para então serem montados no destino em operações mais simples.